# Östergötlands runinskrifter Fv1958;252
Östergötlands runinskrifter Fv1958;252 är en ristad gravhäll av kalksten i Sankt Lars kyrka i Linköping. Hällen, som är från 1000-talet, påträffades på 1950-talet vid utgrävningar av kyrkans undre delar. Idag förvaras den i kyrkans vapenhus. Hällen, som är en lockhäll, har runor ristade dels längs ovansidans kanter och dels på den ena långsidans kantsida. På det senare stället finns inskriftens avslutning. Inskriften innehåller stungna i- och u-runor. Ovansidans inre är ristad med en omfattande drakornamentik, i vilken runskriftbandens ändar integreras. När objektet hittades fanns rester av ristningens ursprungliga färger bevarade. Till dem hörde svart, rött och vitt.
Translitterering av runraden:
§A : kera : let : kerua : kubl : þsa : yfiʀ : þurþ : bunta : sin : auk : siriþr : mar : yfir : sin : faþur : 
§B : kuþ : hiulbi : sial : hanis
Normalisering till runsvenska:
§A Gæiʀa let gærva kumbl þessa yfiʀ Þorð, bonda sinn, ok Sigriðr, maʀ, yfiʀ sinn faður. 
§B Guð hialpi sial hans.
Översättning till nusvenska:
Gera lät göra detta minnesmärke över Tord, sin man, och Sigrid, ungmön, över sin fader. Gud hjälpe hans själ.